# Astyanax biotae
Astyanax biotae är en fiskart som beskrevs av Castro och Richard P. Vari 2004. Astyanax biotae ingår i släktet Astyanax och familjen Characidae. Inga underarter finns listade.